# Turandot
Turandot – trzyaktowa opera Giacoma Pucciniego. Libretto napisali Giuseppe Adami i Renato Simoni na podstawie sztuki Turandot Carla Gozziego. Jest ostatnią operą kompozytora.
Akcja opery ma miejsce w Chinach. Książę Kalaf chce zdobyć rękę księżniczki Turandot. W tym celu musi udzielić poprawnej odpowiedzi na trzy zagadki wymyślone przez Turandot. Po pozytywnym przejściu wszystkich prób przez Kalafa Turandot jednak nie chce wychodzić za niego za mąż. Kalaf daje jej ultimatum – jeśli odgadnie jego imię przed wschodem, jest gotowy pożegnać się z życiem.
Operę po śmierci Pucciniego dokończył Franco Alfano. Światowa prapremiera Turandot odbyła się 25 kwietnia 1926 roku w mediolańskiej La Scali. W tytułowej roli wystąpiła śpiewaczka Rosa Raisa. Dyrygował Arturo Toscanini, który przerwał przedstawienie po ostatnich taktach napisanych przez Pucciniego. Następnego dnia wystawiono przedstawienie w wersji dokończonej przez Alfano.
Turandot stanowi standard operowy i jest często wystawiana. Do ważniejszych arii zalicza się Nessun dorma. Bohaterów na przestrzeni lat grali m.in.: Maria Callas, Birgit Nilsson, Franco Corelli, Montserrat Caballé i Mirella Freni.

## Historia powstania dzieła

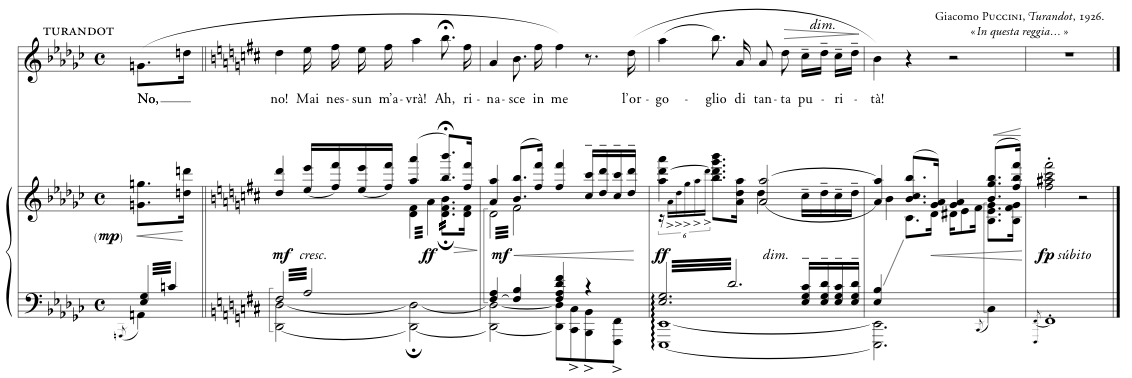
Leitmotiv Turandot bazujący na Mò Li Hūa

Tytuł opery pochodzi z perskiego słowa Turandokht – córka Turanu, historycznego regionu w Azji Środkowej. Pierwsze wzmianki o Turandot pochodzą z XII-wiecznego poematu Haft pajkar perskiego poety Nizamiego. Wiersz opowiada o władcy Bahromie, który poślubił siedem księżniczek z różnych regionów Eurazji i Afryki Północnej. Jedna z nich przedstawia mu cztery zagadki, które musi rozwiązać, żeby zdobyć jej rękę. 300 lat później w 1710 roku francuski orientalista François Pétis de la Croix wydał zbiór arabskich opowiadań Les Mille et un jours. Jednym z nich jest historia chińskiej księżniczki Turandot. W 1762 roku Carlo Gozzi wystawił sztukę Turandot.
Po premierze Tryptyku w 1918 roku Puccini ponownie szukał nowego tematu. Kompozytor zainteresował się twórczością Carla Gozziego. Puccini rozpoczął prace w marcu 1920 roku, a tekst miał napisać duet muzyków Giuseppe Adami i Renato Simoni. Libretto do I aktu było ukończone w styczniu 1921 roku. W 1922 roku skupił się nad II aktem, który początkowo miał stanowić jedną całość z I. W marcu 1924 roku opera była gotowa do momentu finałowego duetu. W październiku wybrał czwartą wersję duetu autorstwa Adamiego.
Podobnie jak w przypadku opery Madame Butterfly (1904) Puccini chciał odtworzyć regionalną muzykę, przez co studiował literaturę na temat muzyki chińskiej. Baron Edoardo Fassini-Camossi, były włoski dyplomata w Chinach, podarował Pucciniemu pozytywkę, która grała chińskie melodie. Puccini włączył trzy z tych melodii do swojej opery m.in. utwór ludowy Mò Li Hūa, który stał się leitmotivem dla Turandot. Cztery inne inspiracje zostały zaczerpnięte z książki Chinese Music J. A. van Aalsta.
W trakcie prac nad partyturą Puccini myślał nad idealną obsadą, która pasuje do jego opery. W roli Liù miała wystąpić Gilda Della Rizza, a postać Turandot miała zagrać Maria Jeritza. W Kalafa miał wcielić się Beniamino Gigli albo Giacomo Lauri-Volpi, jednak oboje byli związani kontraktem z nowojorską Metropolitan Opera. Ostatecznie z różnych powodów żadna z tych osób nie wystąpiła podczas prapremiery.
W 1923 roku Pucccini zaczął narzekać na ból gardła. Po diagnozie raka gardła w stadium nieuleczalnym kompozytor udał się na eksperymentalną radioterapię w Brukseli. Puccini zmarł 29 listopada 1924 roku na skutek powikłań dzień po operacji. W trakcie ceremonii pogrzebowej w Mediolanie Toscanini dyrygował muzykę żałobną z Edgara, drugiej opery Pucciniego.
Opera początkowo miała mieć swoją prapremierę pod koniec 1924 roku. Na skutek sprzeczki pomiędzy kompozytorem a Toscaninim, który w tym samym czasie miał dyrygować premierę Nerone Arrigo Boito, termin Turandot ustalono na kwiecień 1925. Po śmierci Pucciniego wydawnictwo Ricordi poprosiło Toscaniniego o znalezienie osoby, która dokończy dzieło. Wybór padł na Riccarda Zandonai, jednak Tonio, syn Pucciniego, zaprotestował. Kolejną osobą, na którą wszyscy się już zgodzili, był Franco Alfano. Dokończył on partyturę bazując na notatkach kompozytora – ten zostawił 36 stron szkiców i pomysłów. Po przekazaniu swojej pracy Toscaniniemu ten wyciął ponad jedną trzecią (109 taktów). Ostatecznie powstały dwie wersje: pierwotna określana jako „Alfano I” i skrócona „Alfano II”.

## Osoby

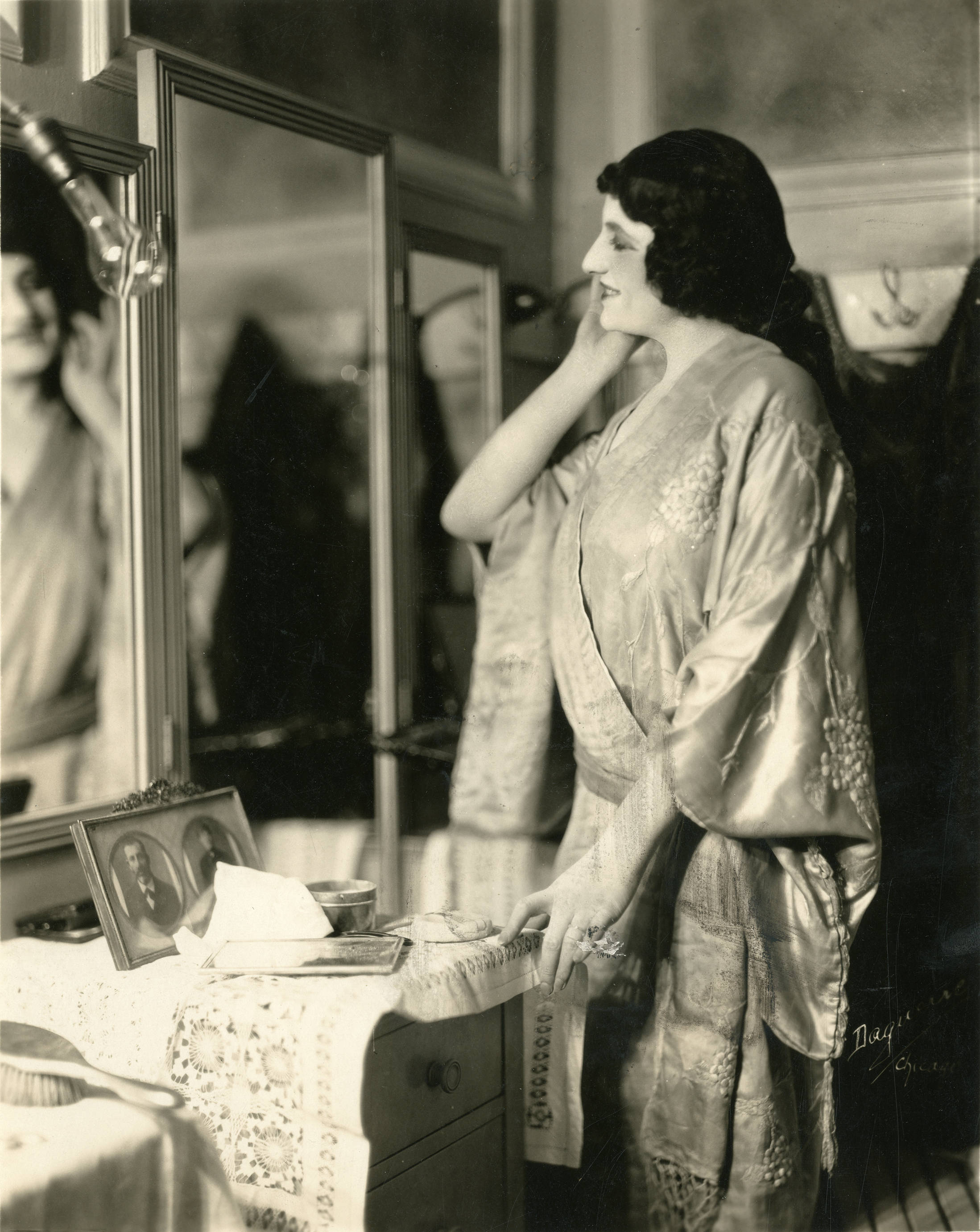
Rosa Raisa (1924)

| Rola                               | Głos    | Występujący podczas prapremiery (La Scala), 25 kwietnia 1926 (Dyrygent: Arturo Toscanini) |
| ---------------------------------- | ------- | ----------------------------------------------------------------------------------------- |
| Turandot, księżniczka              | sopran  | Rosa Raisa                                                                                |
| Altoum, cesarz, ojciec Turandot    | tenor   | Francesco Dominici                                                                        |
| Timur, zdetronizowany król Tatarów | bas     | Carlo Walter                                                                              |
| Kalaf                              | tenor   | Miguel Fleta                                                                              |
| Liù, niewolnica                    | sopran  | Maria Zamboni                                                                             |
| Ping, wielki kanclerz              | baryton | Giacomo Rimini                                                                            |
| Pang, ochmistrz dworu              | tenor   | Emilio Venturini                                                                          |
| Pong, najwyższy kuchmistrz         | tenor   | Giuseppe Nessi                                                                            |
| Mandaryn, kuzyn Buosa              | baryton | Aristide Baracchi                                                                         |

## Treść

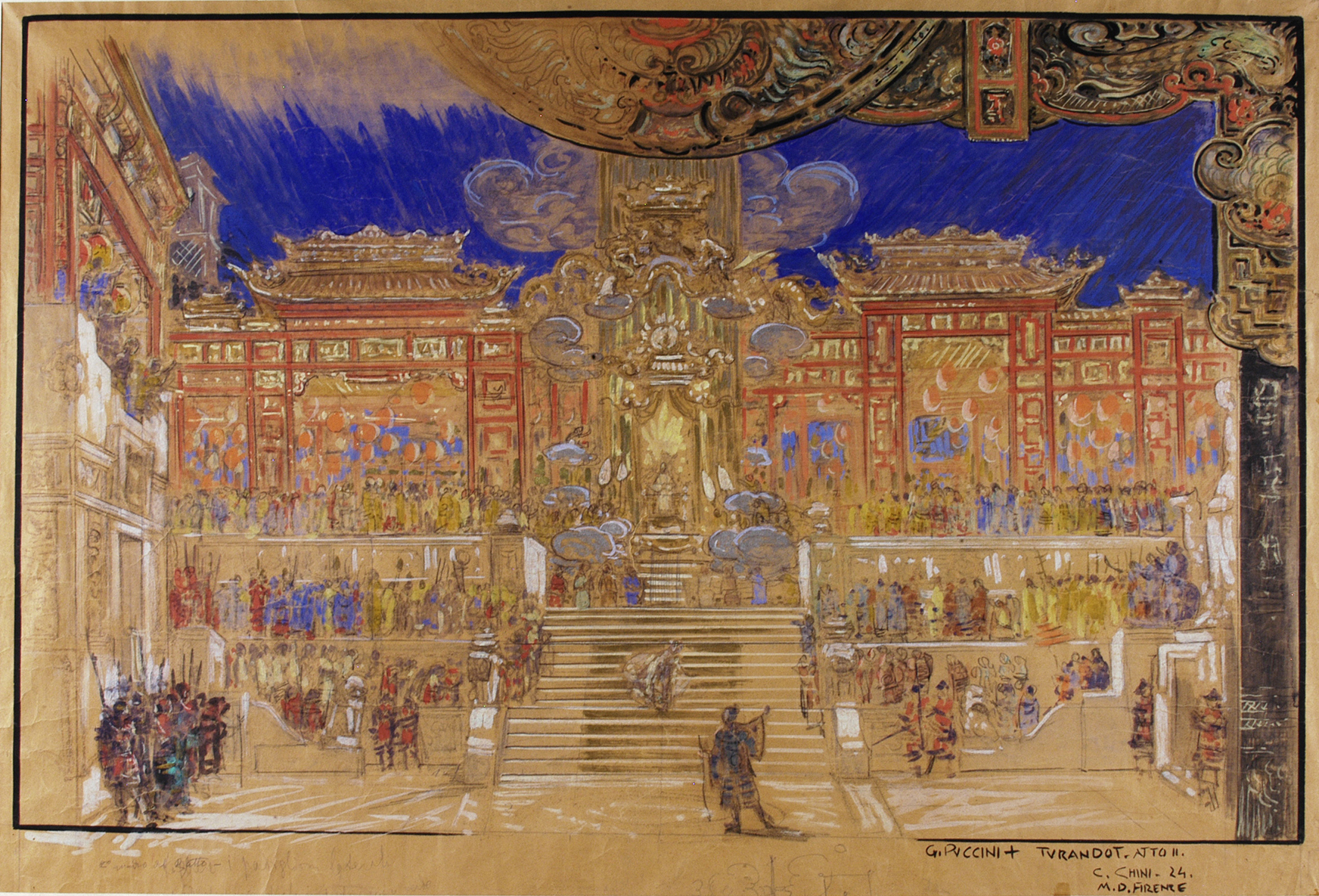
Scenografia do aktu II (1924)

Miejsca akcji: Pekin, czas nieokreślony

### Akt I
Przed pałacem cesarskim mandaryn czyta poddanym edykt. Każdy książę, który zapragnie poślubić księżniczkę Turandot, będzie musiał odpowiedzieć na trzy pytania. Jeśli odpowiedzi będą błędne, zapłaci za to życiem. Ostatni ze śmiałków, książę Persji, ma zostać właśnie stracony o zachodzie słońca. Wśród widzów znajdują się również niewolnica Liù, jej pan, król Timur, oraz książę Kalaf, który w postaci starca rozpoznaje swego zaginionego ojca. Timur wyznaje, że tylko Liù mu wiernie służy, na pytanie Kalafa, dlaczego, niewolnica odpowiada, że to z powodu tego, iż dawno temu książę uśmiechnął się do niej i od tej pory ona darzy Kalafa uczuciem. Gdy pojawia się księżyc, skazaniec zostaje wprowadzony. Z początku łaknący krwi tłum na widok nieszczęśnika prosi księżniczkę o darowanie mu kary. Jednak Turandot pogardliwym gestem nakazuje jego stracenie. Tymczasem Kalaf, oczarowany urodą księżniczki, postanawia uderzyć w gong i poddać się próbie. Ministrowie na dworze Turandot – Ping, Pang i Pong – jak również Timur i Liù próbują go od tego odwieść, jednak Kalaf nie zmienia zdania i uderza w gong.

### Akt II
Zebrani przed pałacem oczekują, aby wysłuchać, jak księżniczka zadaje swe pytania kolejnemu śmiałkowi. W międzyczasie trzej ministrowie – Ping, Pang i Pong – uskarżają się na krwawe rządy księżniczki Turandot i modlą się, aby litość i miłość zagościły w końcu w jej nieczułym sercu. Następuje moment próby. Stary cesarz, ojciec Turandot, prosi Kalafa, by ten się zastanowił nad swoją decyzją, lecz Kalaf jest nieugięty. Turandot wyjawia, czemu tak okrutnie traktuje pretendentów do swej ręki – jej krewna, księżniczka Lou-Ling, została uprowadzona i zamordowana przez księcia, który chciał ją poślubić. Turandot poprzysięgła zemstę, obiecała sobie, że nigdy żaden mężczyzna jej nie zdobędzie. Turandot zadaje trzy pytania Kalafowi, a ten – ku zaskoczeniu wszystkich – odpowiada na wszystkie prawidłowo. Turandot rzuca się do stóp swojego ojca i błaga go, by nie oddawał jej przybyszowi. Jednak cesarz potwierdza, że danej obietnicy nie można złamać. Kalaf, pragnąc zdobyć serce księżniczki, rzuca jej wyzwanie. Jeśli do świtu odgadnie ona jego imię, sam położy głowę pod topór.

### Akt III
Księżniczka Turandot wydaje rozkaz: nikt nie może zasnąć w Pekinie, póki ona nie pozna imienia przybysza, który odpowiedział na jej zagadki. Kalaf czeka na wschód i zakłada swoje zwycięstwo (aria Nessun dorma). Straże aresztują Timura i Liù. Byli widziani w obecności Kalafa, więc pewnie wiedzą, kim jest. Turandot chce zmusić Timura, aby ten wyjawił, kim jest przybysz. Aby go chronić, Liù wyznaje, że tylko ona zna imię przybysza. Pomimo tortur Liù nie wyrzeka ani słowa. Turandot jest pod wrażeniem hartu ducha dziewczyny. Gdy pyta ją, co pozwala jej znieść takie cierpienia, ta odpowiada, że miłość. Tortury stają się coraz dotkliwsze. Liù mówi księżniczce, że i ona pozna radość miłości, po czym wyrywa sztylet obecnego strażnika i zabija się. Tłum tworzy orszak pogrzebowy i zabiera ciało Liù. Turandot zostaje sam na sam z Kalafem. Gdy Kalaf składa na jej ustach pocałunek, w księżniczce budzi się uczucie, którego jeszcze nigdy nie zaznała. Kalaf oddaje swe życie w jej ręce i wyjawia swe imię. Turandot oznajmia ludowi imię cudzoziemca: dla niej nazywa się on Miłość.

## Losy sceniczne

### Premiera

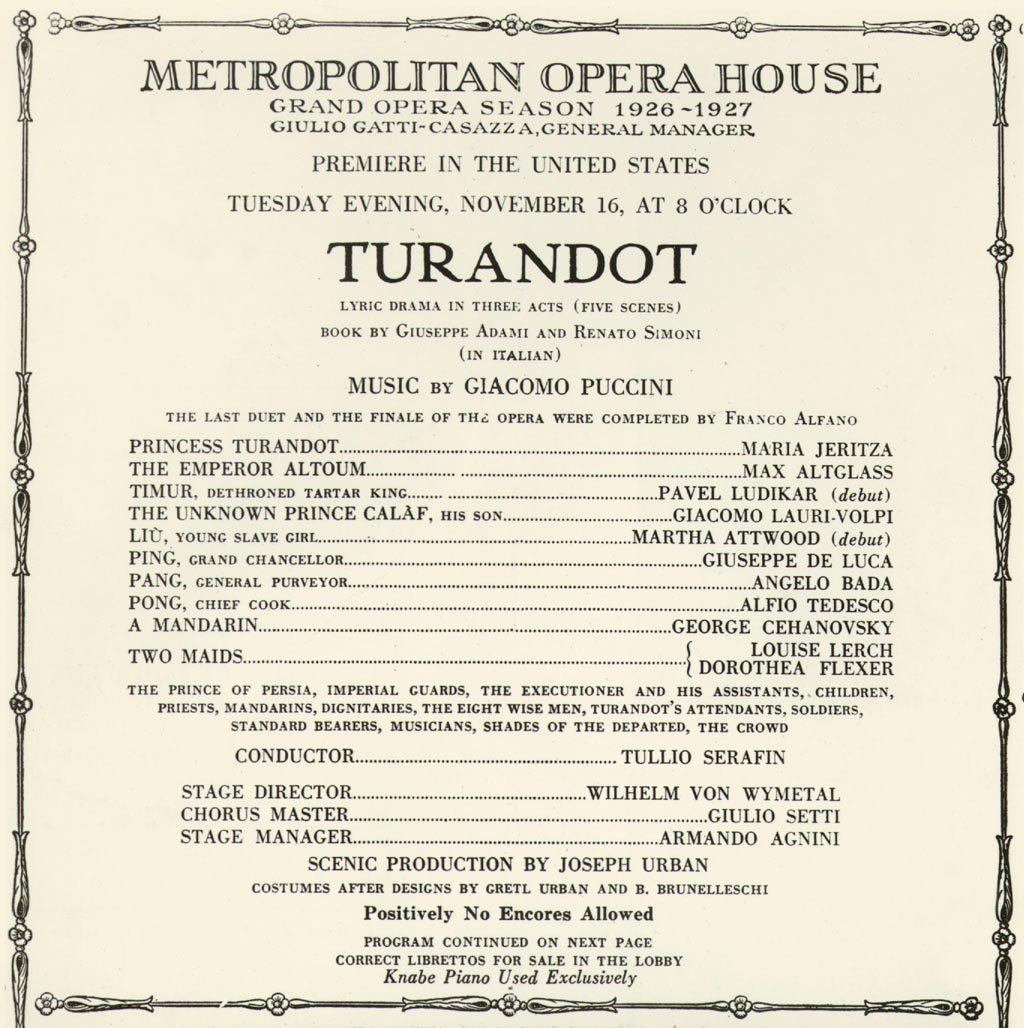
Plakat z Metropolitan Opera, (1926)

Prapremiera opery odbyła się półtora roku po śmierci kompozytora 25 kwietnia 1926 roku w mediolańskiej La Scali. W tytułowej roli wystąpiła śpiewaczka Rosa Raisa, a w postać Kalafa wcielił się Miguel Fleta. Dyrygował Arturo Toscanini, który przerwał przedstawienie w trakcie III aktu. Kierując słowa do publiczności powiedział „Opera kończy się tutaj, ponieważ w tym momencie odszedł Maestro”. Następnego dnia wystawiono przedstawienie w wersji dokończonej przez Franca Alfano, używając skróconej wersji zakończenia – „Alfano II”.
Odbiór opery był pozytywny, doceniono nowe pomysły w orkiestracji, odpowiedni nastrój i użycie chóru. W swojej recenzji z prapremiery Andrea Della Corte pisząc dla „La Stampa” stwierdził, że w scenie zagadek, po raz pierwszy Pucciniemu udało się pokazać bezlitosną i brutalną partię bez zbędnej sztuczności. Napisał też, że cały dramatyzm opery ulatuje w momencie nagłego i niepełnego zakończenia opery.
Gaetano Cesari z gazety „Corriere della Sera” podkreślił rywalizację pomiędzy Turandot i Liù. Jego zdaniem Liù wygrywa ten pojedynek, wychodząc na pierwszy plan. Turandot natomiast w kilku scenach nie była przekonująca jako źródło dramatyzmu w całej operze. W podobnych słowach wypowiedziała się Michele Lessona z gazety „La gazzetta del popolo”. W jej opinii ostatnia scena autorstwa Pucciniego, tak bezpośrednia i szczera, pokazuje jak kompozytor ciągle badał kobiecą duszę.
Swoją recenzję dla „Il secolo” napisał Adriano Lualdi. W swoim materiale porównał Turandot do poprzednich oper Pucciniego. Zauważył, że kompozytor, który zyskał światową sławę pisząc muzykę w stylu opery werystycznej, teraz, w wieku ponad 60 lat zmienia swój styl. Pisząc dalej, ocenił autora słowami „genialny minstrel arii solowych sprawdza samego siebie w muzyce chórowej, łącząc ją z resztą opery”.

### Dalsze losy
Kilka dni po prapremierze 29 kwietnia miała miejsce premiera w rzymskim Teatro Costanzi. Latem 1926 roku opera została wystawiona w Buenos Aires i Rio de Janeiro, gdzie zagrali Claudia Muzio i Giacomo Lauri-Volpi. Niemieckojęzyczna wersja miała premierę 6 września w Dreźnie. 14 października premiera odbyła się w Operze Wiedeńskiej. Główne role zagrał duet Lotte Lehmann i Leo Slezak, jednak zostali później zastąpieni przez Márię Németh i Jana Kiepurę. 16 listopada wystawiono operę w Metropolitan Opera pod batutą Tullio Serafina. Francuskojęzyczna wersja miała premierę w brukselskim Théâtre royal de la Monnaie. Rosyjska premiera miała miejsce w Teatrze Bolszoj w 1931 roku. Prapremiera polska miała miejsce w Teatrze Wielkim – Operze Narodowej w Warszawie 15 grudnia 1932.
Premiera w Chinach miała miejsce dopiero w 1998 roku po serii zmian kulturowo ustrojowych m.in. rewolucji kulturalnej. Opera została wystawiona kilkukrotnie w Świątyni Cesarskich Przodków niedaleko Zakazanego Miasta. Reżyserem był chiński filmowiec Zhang Yimou, a dyrygował indyjski muzyk Zubin Mehta. Celem Zhanga było przywiązanie do detali – branie przykładu z tradycji teatru chińskiego czy tworzenie kostiumów na podstawie strojów z Dynastii Ming. Ponadto Zhang chciał, aby oprawa wizualna opery była dopasowana do budynków historycznych widocznych przez widzów.
Turandot jest jedną z popularniejszych oper. W sezonie 2013/14 miała 19. miejsce na liście najczęściej wystawianych oper na świecie. Aria Kalafa z III aktu Nessun dorma jest jedną z najczęściej wykonywanych arii i wyszła poza świat operowy. Luciano Pavarotti spopularyzował ten utwór w latach 90. XX wieku, wykonując go na piłkarskich Mistrzostwach Świata w 1990 roku. Zarówno Pavarotti, jak i Plácido Domingo wydali single z arią, a Pavarotti osiągnął drugie miejsce w Wielkiej Brytanii na UK Singles Chart. Trzech Tenorów wykonało arię podczas trzech kolejnych finałów Mistrzostw Świata. Aria była wykorzystywana m.in. w filmach i reklamach, a wielu artystów wykonało jej cover. Roy Orbison i Jeff Lynne nagrali w 1989 roku popową wersję „A Love So Beautiful”. Aretha Franklin w zastępstwie za chorego Pavarottiego, wykonała ten utwór w 1998 roku na rozdaniu nagród Grammy. Amerykański zespół heavy metalowy Manowar nagrał cover w 2002 roku.

### Odbiór
Piotr Kamiński komentując warstwę dźwiękową napisał „Puccini stosuje też hojną ręką skalę pięciotonową, wspaniale wykorzystując jej możliwości melodyczne i wyrazowe, bajeczna instrumentacja nie ustępuje zaś w niczym najpiękniejszym osiągnięciom Ravela czy Rimskiego-Korsakowa”. Krytyk zauważył też, że występujący w operze chór, pełni rolę pierwszego zbiorowego bohatera w dziełach kompozytora. Jego zdaniem realizm chóru przypomina Borysa Godunowa Musorgskiego i Złotego Kogucika Rimskiego-Korsakowa.
Aeron O’Connor zauważył, że akcja Turandot skupia się na fascynacji kulturą Wschodu, głównie Chin. Jego zdaniem zarówno silny i okrutny charakter księżniczki, jak i imiona trzech ministrów uwypuklają rasistowskie przekonania. Kunio Hara w swojej pracy naukowej podkreślił fakt, że Puccini i jego libreciści bazowali na zniekształconych informacjach o kulturze Wschodu, które dotarły do Europy. W jego opinii, w przeciwieństwie do Madame Butterfly, opera nie jest umiejscowiona w konkretnym czasie i nie ma powiązań z chińską historią, co sprawia problemy przy próbie wystawienia bardziej autentycznej wersji Turandot.

### Zakończenie
Puccini zmarł zostawiając niedokończone dzieło i w tej formie zostało ono zaprezentowane podczas prapremiery. Operę dokończył Franco Alfano, jednak jego wersja została skrócona, przez co powstały dwa osobne utwory określane później jako „Alfano I” i „Alfano II”. Począwszy od drugiego wystawienia 26 kwietnia 1926 roku grywana jest wersja druga, a pierwsza została zagrana po raz pierwszy przez Chelsea Opera Group w 1982 roku. W 2001 roku wydawca Pucciniego Casa Ricordi poprosił włoskiego muzyka Luciana Berio o stworzenie nowej wersji zakończenia. Jego kompozycja, będąca cztery minuty dłuższa od „Alfano I”, została zagrana w 2002 roku. W 2007 roku otwarto Teatr Narodowy w Pekinie, a jedną z oper wystawianych w sezonie inauguracyjnym była Turandot. Nową partię skomponował chiński muzyk Hao Weiya, który zamienił repryzę motywu Nessun dorma na muzykę ludową Mò Li Hūa. W 2024 roku kolejnej próby zakończenia opery podjęli się Christopher Tin i Susan Soon He Stanton pisząc dla Washington National Opera. W swojej wersji chcieli dokładniej przedstawić motywy Turandot i pokazać szlachetną stronę Kalafa.

## Nagrania
Opera została nagrana ponad 120 razy. Pierwsze znane nagranie pochodzi z 1930 roku. Lista zawiera kilka przykładów nagrań opery. W 1961 roku nagranie opery zdobyło nagrodę Grammy w kategorii Grammy Award for Best Opera Recording. Główne role zaśpiewali Birgit Nilsson, Jussi Björling i Renata Tebaldi.
- 1949 – Maria Callas (Turandot), Mario Del Monaco (Kalaf), Helena Arizmendi (Liù).
- 1960 – Birgit Nilsson (Turandot), Jussi Björling (Kalaf), Renata Tebaldi (Liù).
- 1977 – Montserrat Caballé (Turandot), José Carreras (Kalaf), Mirella Freni (Liù).
- 1981 – Katia Ricciarelli (Turandot), Plácido Domingo (Kalaf), Barbara Hendricks (Liù).

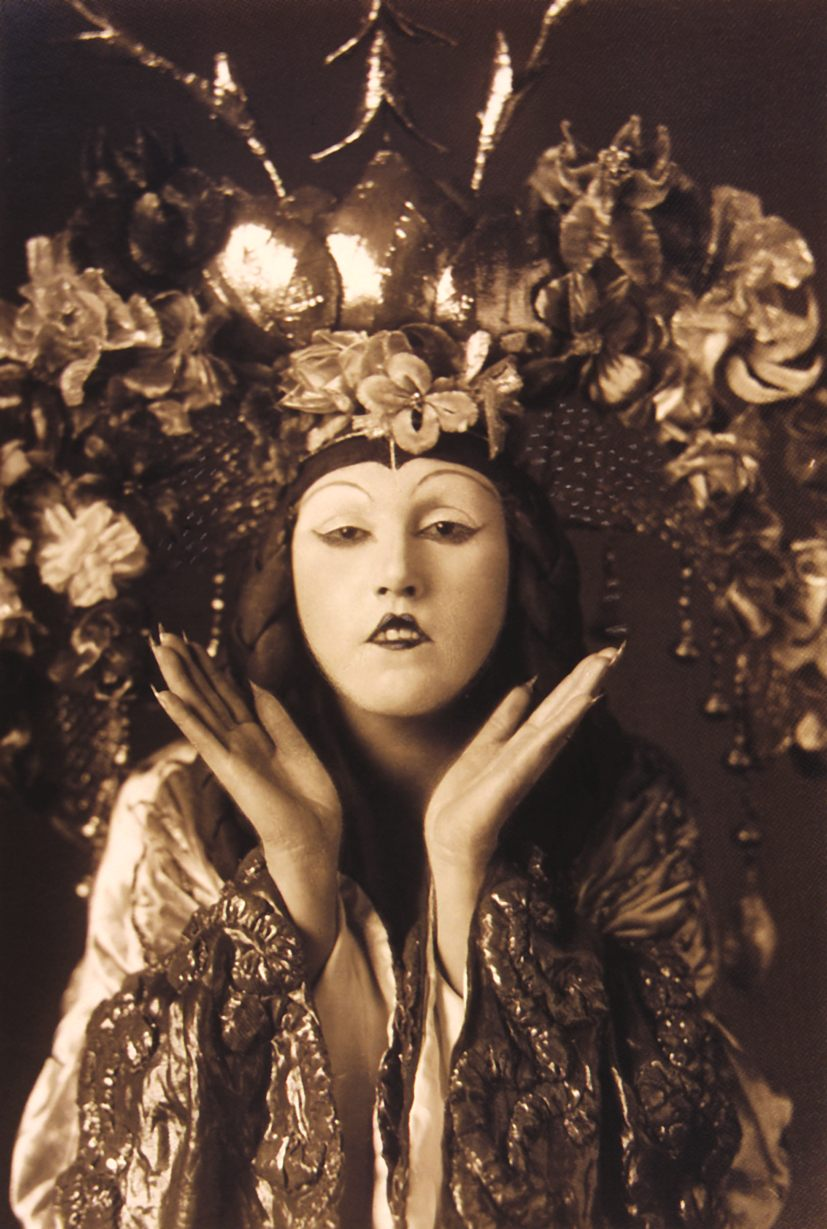
Turandot
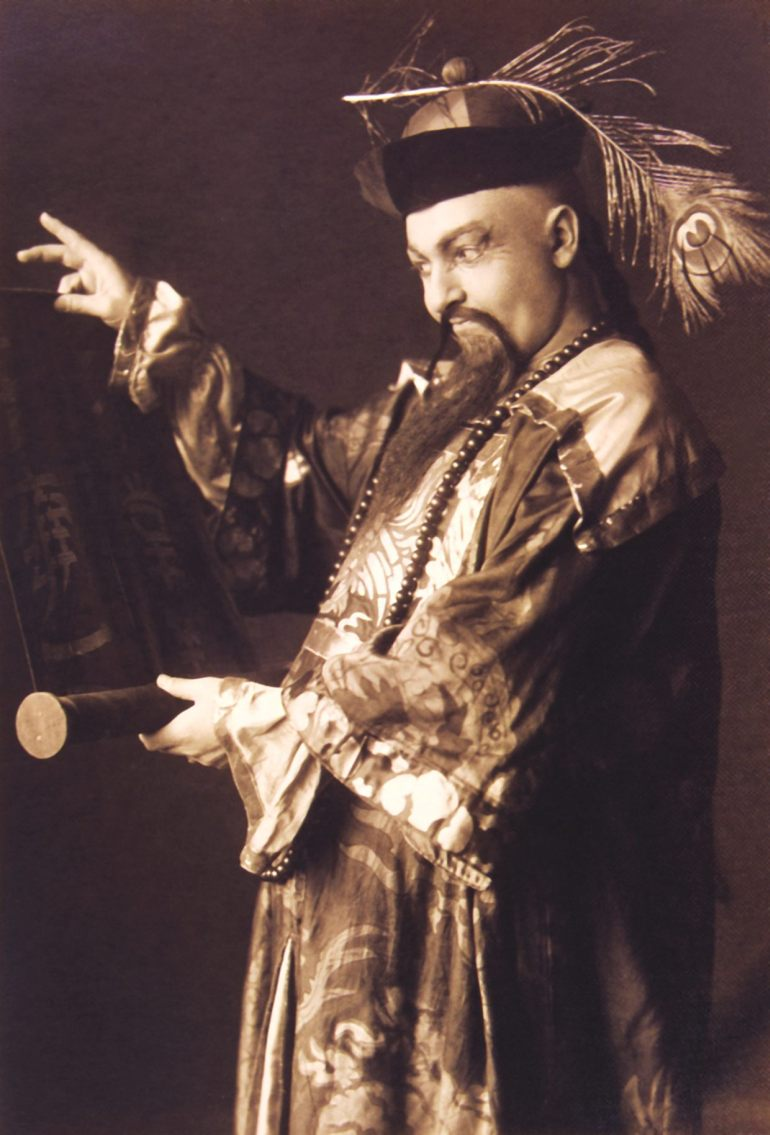
Mandaryn
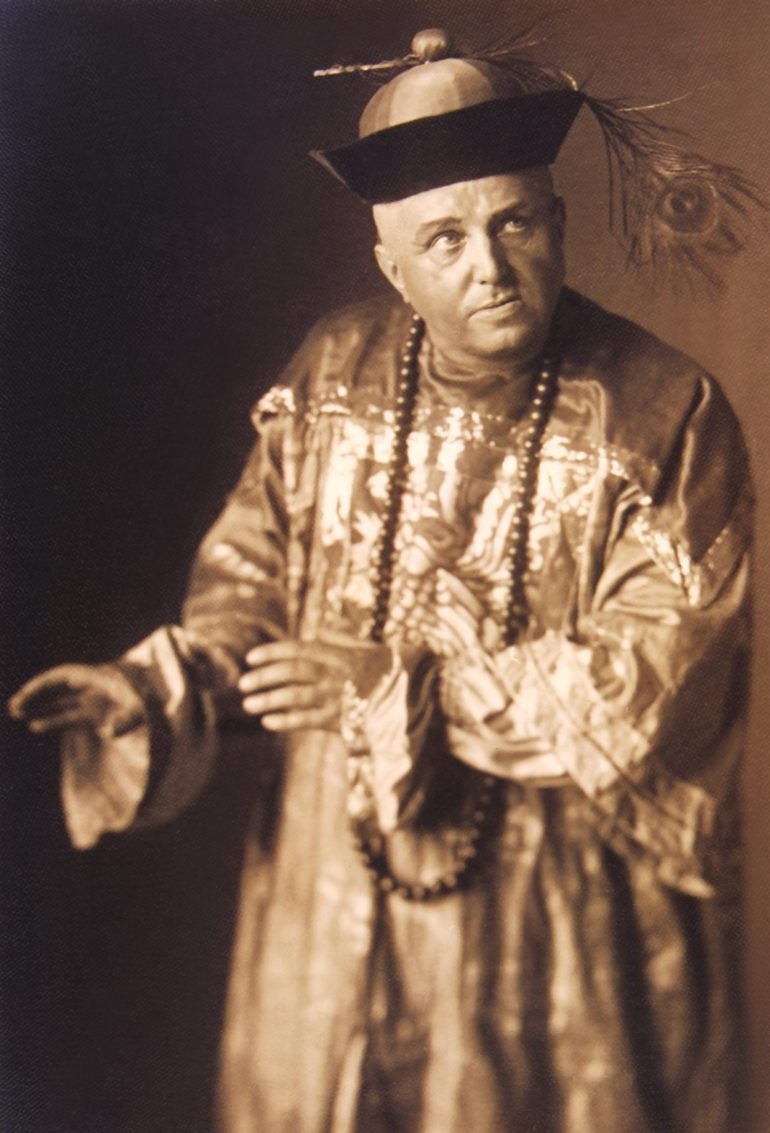
Pang